# Уррака (королева Саморы)
Уррака (1033/1034—1101) — инфанта Леона, дочь (возможно, старшая из пяти детей) Фердинанда I Великого. С 1065 года (после смерти отца) правила городом Самора. При попытке взятия этого города погиб её брат Санчо. Благодаря «Песне о Сиде» и романсеро о Сиде эта история оказалась романтизированной.

## Биография

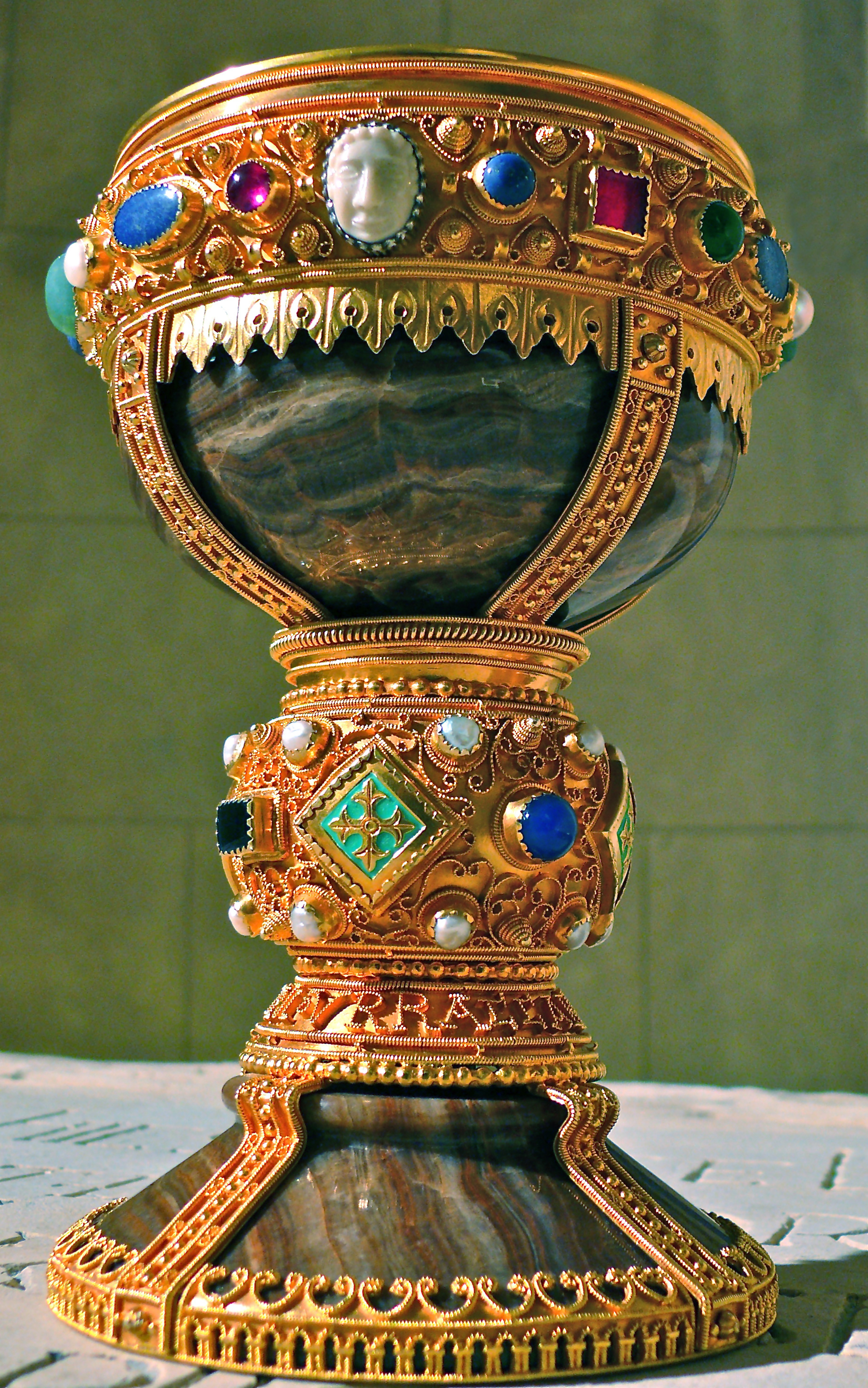
Чаша Урраки, переданная монастырю св. Исидора

Первые упоминания об Урраке находятся в дарственных грамотах 1050 года монастырю Сан-Мартин-дель-Рио и грамотах 1065 и 1066 годов Сантьяго-де-Компостела.
В 1065 году в Леоне умер Фердинанд I. Перед смертью он разделил королевство между детьми: Санчо получил Кастилию, Альфонсо — Леон, Гарсия — Галисию и Португалию. Две его дочери стали владелицами городов: Эльвира получила Торо, а Уррака — Самору. Давая своим детям владения, король Фердинанд Великий хотел, чтобы они соблюдали его завещание.
Пока была жива вдова Фердинанда, мать его детей Санча Леонская, так и было, но в 1067 году она умерла, и начались междоусобицы.
Санчо II был старшим сыном Фердинанда I и Санчи Леонской, и поэтому был недоволен проведённым разделом. Считая, что заслужил бо́льшую часть королевства, он стремился захватить земли, доставшиеся его родным братьям и сёстрам.
В 1068 году началась война между Санчо и его младшим братом Альфонсо VI Леонским, во время которой король Кастилии разбил брата при Льянтаде. В 1071 году Санчо и Альфонсо, объединившись, напали на своего брата, короля Галисии Гарсию, и поделили его королевство. Гарсия бежал к правителю Севильи аль-Мутамиду.
В 1072 году Санчо II и Альфонсо VI вновь поссорились. При помощи Сида Санчо победил Альфонсо в сражении при Гальпехаре, взял брата в плен и заточил его в один из своих замков. Санчо короновался короной Леона и стал таким образом владельцем большей части земель отца (кроме владений сестёр). Эльвира, владевшая Торо, признала сюзеренитет брата, Уррака же, напротив, поддержала Альфонсо. Благодаря помощи Урраки, Альфонсо VI бежал в Толедо к эмиру Мамуну.
Рамон Менендес Пидаль в книге «Сид Кампеадор» писал: 

Уррака, увидев, что её брат, которого она любила без памяти, оказался в опасности, поспешила в Бургос, чтобы ходатайствовать перед Санчо, дабы тот отпустил его и позволил уехать в землю мавров.
Так и было сделано. Санчо взял с Альфонсо клятву верности и, оказав королевские почести, отправил его в изгнание в Толедо, ко двору эмира Мамуна — большого друга и данника Альфонсо.

Уррака с согласия Санчо распорядилась, чтобы Альфонсо в ссылку сопровождали его воспитатель Педро Ансурес со своими братьями Гонсало и Фернандо Ансуресами.— Рамон Менендес Пидаль. Сид Кампеадор. Глава I. Сид при кастильском дворе. Сид закладывает основы гегемонии Кастилии

Граф Педро Ансурес не смирился со своей опалой: то от двора Мамуна, то выезжая на несколько дней в Самору, он поддерживал связь с инфантой Урракой, женщиной очень умной, и оба организовали в Леоне сопротивление, сделав Самору его военной базой— Рамон Менендес Пидаль. Сид Кампеадор. Глава I. Сид при кастильском дворе. Сид закладывает основы гегемонии Кастилии
Король Санчо II двинул войска к Саморе, где укрылась Уррака. После длительной осады жители Саморы опасались её падения. Пишут о том, что Ариас Гонсало призывал Урраку последовать примеру брата Альфонсо. Под видом перебежчика в лагерь Санчо из города пришел Велидо Адольфо (исп. Vellido Dolfos, или исп. Bellido Dolfos, или исп. Vellido Adolfo), который 7 октября 1072 года убил Санчо.
После этого убийца вернулся в Самору. Сторонники Санчо после его гибели были убеждены в том, что убийство произошло по желанию Урраки и (или) Альфонсо. Поэтому определенное время они продолжали осаждать Самору. По этой же причине с вернувшегося от мусульман Альфонсо VI была взята клятва о том, что он невиновен в смерти брата.
Позже Альфонсо потребовал от Урраки передать ему Самору, и та выполнила его требование. С другой стороны, Альфонсо оказывал Урраке королевские почести.
Ряд авторов обвинял Урраку и Альфонсо в кровосмесительной связи.
В 1101 году Уррака умерла и была похоронена в базилике Сан-Исидоро в городе Леон.